# La Candace o siano Li veri amici
La Candace, o siano Li veri amici (RV 704) è un'opera in tre atti di Antonio Vivaldi su libretto di Francesco Silvani.
Unica opera rappresentata da Vivaldi per la stagione del 1720 al Teatro Arciducale di Mantova, vede la collaborazione del famoso tenore Antonio Barbieri (Amasi), qui agli inizi della sua carriera.